# Suecia en la Copa Mundial de Fútbol de 1990
La selección de Suecia fue uno de los 24 países participantes de la Copa Mundial de Fútbol de 1990, realizada en Italia. El seleccionado sueco clasificó a la cita de Italia, tras obtener el primer puesto del Grupo 2 de la eliminatoria de la UEFA, superando por 1 punto a su similar de Inglaterra, equipo que también clasificó al Mundial, al quedar en el segundo lugar.

## Clasificación

### Grupo 4

#### Tabla de posiciones
|            | PJ | PG | PE | PP | GF | GC | Dif | Pts |
| ---------- | -- | -- | -- | -- | -- | -- | --- | --- |
| Suecia     | 6  | 4  | 2  | 0  | 9  | 3  | +6  | 10  |
| Inglaterra | 6  | 3  | 3  | 0  | 10 | 0  | +10 | 9   |
| Polonia    | 6  | 2  | 1  | 3  | 4  | 8  | -4  | 5   |
| Albania    | 6  | 0  | 0  | 6  | 3  | 15 | -12 | 0   |

|                       | Bandera de Albania | Bandera de Inglaterra | Bandera de Polonia | Bandera de Suecia |
| --------------------- | ------------------ | --------------------- | ------------------ | ----------------- |
| Bandera de Albania    | –                  | 0 – 2                 | 1 – 2              | 1 – 2             |
| Bandera de Inglaterra | 5 – 0              | –                     | 3 – 0              | 0 – 0             |
| Bandera de Polonia    | 1 – 0              | 0 – 0                 | –                  | 0 – 2             |
| Bandera de Suecia     | 3 – 1              | 0 – 0                 | 2 – 1              | –                 |

## Jugadores
Esta es la nomina de jugadores, que utilizó la Selección de Suecia, para la Copa del Mundo de Italia 1990.
Entrenador:  Olle Nordin
| No. | Pos. | Jugador           | Fecha de nacimiento (edad)         | Apa. | Club                |
| --- | ---- | ----------------- | ---------------------------------- | ---- | ------------------- |
| 1   | POR  | Sven Andersson    | 6 de octubre de 1963 (26 años)     | 1    | Örgryte             |
| 2   | DEF  | Jan Eriksson      | 24 de agosto de 1967 (22 años)     | 1    | AIK                 |
| 3   | DEF  | Glenn Hysén       | 30 de octubre de 1959 (30 años)    | 64   | Liverpool           |
| 4   | DEF  | Peter Larsson     | 8 de marzo de 1961 (29 años)       | 36   | Ajax                |
| 5   | DEF  | Roger Ljung       | 8 de enero de 1966 (24 años)       | 19   | Young Boys          |
| 6   | DEF  | Roland Nilsson    | 27 de noviembre de 1963 (26 años)  | 32   | Sheffield Wednesday |
| 7   | MED  | Niklas Nyhlén     | 21 de marzo de 1966 (24 años)      | 8    | Malmö FF            |
| 8   | MED  | Stefan Schwarz    | 18 de abril de 1969 (21 años)      | 6    | Malmö FF            |
| 9   | MED  | Leif Engqvist     | 30 de julio de 1962 (27 años)      | 15   | Malmö FF            |
| 10  | MED  | Klas Ingesson †   | 20 de agosto de 1968 (21 años)     | 11   | IFK Göteborg        |
| 11  | MED  | Ulrik Jansson     | 2 de febrero de 1968 (22 años)     | 0    | Östers IF           |
| 12  | POR  | Lars Eriksson     | 21 de septiembre de 1965 (24 años) | 3    | IFK Norrköping      |
| 13  | MED  | Anders Limpar     | 24 de septiembre de 1965 (24 años) | 21   | Cremonese           |
| 14  | MED  | Joakim Nilsson    | 31 de marzo de 1966 (24 años)      | 19   | Malmö FF            |
| 15  | MED  | Glenn Strömberg   | 5 de enero de 1960 (30 años)       | 49   | Atalanta            |
| 16  | MED  | Jonas Thern       | 20 de marzo de 1967 (23 años)      | 21   | Benfica             |
| 17  | DEL  | Tomas Brolin      | 29 de noviembre de 1969 (20 años)  | 2    | IFK Norrköping      |
| 18  | DEL  | Johnny Ekström    | 5 de marzo de 1965 (25 años)       | 32   | Cannes              |
| 19  | DEF  | Mats Gren         | 20 de diciembre de 1963 (26 años)  | 10   | Grasshopper         |
| 20  | DEL  | Mats Magnusson    | 10 de julio de 1963 (26 años)      | 29   | Benfica             |
| 21  | DEL  | Stefan Pettersson | 22 de marzo de 1963 (27 años)      | 19   | Ajax                |
| 22  | POR  | Thomas Ravelli    | 13 de agosto de 1959 (30 años)     | 72   | IFK Göteborg        |

## Participación

### Primera ronda

#### Grupo C
| Equipo     | Pts | PJ | PG | PE | PP | GF | GC | Dif |
| ---------- | --- | -- | -- | -- | -- | -- | -- | --- |
| Brasil     | 6   | 3  | 3  | 0  | 0  | 4  | 1  | 3   |
| Costa Rica | 4   | 3  | 2  | 0  | 1  | 3  | 2  | 1   |
| Escocia    | 2   | 3  | 1  | 0  | 2  | 2  | 3  | -1  |
| Suecia     | 0   | 3  | 0  | 0  | 3  | 3  | 6  | -3  |

| 10 de junio de 1990, 21:00 | Brasil         | 2:1 (1:0) | Suecia     | Stadio delle Alpi, Turín                                           |                                                                    |
|                            | Careca 40' 63' | Reporte   | Brolin 79' | Asistencia: 62.628 espectadores Árbitro(s): Tullio Lanese (Italia) | Asistencia: 62.628 espectadores Árbitro(s): Tullio Lanese (Italia) |

| 16 de junio de 1990, 21:00 | Suecia        | 1:2 (0:1) | Escocia                          | Stadio Luigi Ferraris, Génova                                        |                                                                      |
|                            | Strömberg 86' | Reporte   | McCall 11' · Johnston 81' (pen.) | Asistencia: 31.823 espectadores Árbitro(s): Carlos Maciel (Paraguay) | Asistencia: 31.823 espectadores Árbitro(s): Carlos Maciel (Paraguay) |

| 20 de junio de 1990, 21:00 | Suecia      | 1:2 (1:0) | Costa Rica               | Stadio Luigi Ferraris, Génova                                           |                                                                         |
|                            | Ekström 32' | Reporte   | Flores 75' · Medford 87' | Asistencia: 30.223 espectadores Árbitro(s): Zoran Petrović (Yugoslavia) | Asistencia: 30.223 espectadores Árbitro(s): Zoran Petrović (Yugoslavia) |